# Marcel De boeck
Marcel Lodewijk De boeck (Mariekerke, 19 december 1921 – Wintam, 22 juni 2019) was een Belgisch componist, muziekpedagoog en klarinettist. Voor bepaalde werken gebruikte hij het pseudoniem Marc Rial.

## Levensloop
De boeck studeerde aan het Koninklijk Vlaams Conservatorium Antwerpen en behaalde eerste prijzen bij Ivo Mortelmans en Renaat Veremans (solfège) en bij Jules Remes (klarinet) in 1941. In 1946 werd hij militair muzikant: hij richtte de muziekkapel van de 3e Infanteriebrigade op, die gestationeerd werd in Ballycarry (Noord-Ierland). In 1946 slaagde hij in het examen voor klarinettist bij het muziekkorps van de 3e Infanteriebrigade in Duitsland, en enkele jaren later werd hij klarinettist bij de Koninklijke Muziekkapel van de Belgische Luchtmacht te Bevekom. Hij vervolmaakte zich autodidactisch en door privélessen harmonie, contrapunt, fuga, orkestratie en compositie bij Karel De Schrijver. In 1957 slaagde hij in het examen voor hoofdonderkapelmeester bij het Belgisch leger.
Hij werd hoofdonderkapelmeester bij de militaire muziekkapel van de 2e Infanteriedivisie te Antwerpen. Ook in de amateuristische muziekbeoefening was hij werkzaam als dirigent van verscheidene blaasorkesten, zoals de Koninklijke Harmonie Verbroedering Mariekerke (1945-1979), de Koninklijke Harmonie Bell-Telephone (1950-1963), de Koninklijke Harmonie Nut en Vermaak Bornem (1977-1978), de Koninklijke Harmonie Sint-Cecilia Willebroek (1953-1979), de Koninklijke Fanfare St.-Caecilia Hingene-Eikevliet (1962-1979), de Koninklijke Socialistische Harmonie Vooruit Boom (1968-1981), de Koninklijke Katholieke Werkersharmonie Recht door Zee Temse (1970-1983) en de Koninklijke Fanfare Iever en Eendracht Kapelle-op-den-Bos (1972-?).
Na zijn loopbaan als militair kapelmeester werd De boeck in 1968 docent klarinet aan de muziekacademies van Boom en Bornem. Van 1972 tot aan zijn pensioen in 1986 was hij directeur van de Stedelijke Academie voor Muziek, Woord en Dans te Bornem. Met het harmonieorkest van deze laatste instelling verzorgde hij de plaatopname "Land tussen Schelde en Rupel".
Hij was ook een veelgevraagd jurylid voor muziekwedstrijden.
Marcel De boeck ontving in 1985 de culturele prijs van de provincie Antwerpen.
Naast het dirigentschap maakte ook het schrijven van hoogstaande composities voor harmonie- en fanfareorkesten hem tot een belangrijke figuur in de HaFaBra-beweging. In 1960 werd bijvoorbeeld zijn compositie Crassus en Spartacus het verplichte werk voor harmonieorkesten tijdens het Wereld Muziek Concours te Kerkrade. Voor zijn integraal blaasmuziekoeuvre kreeg hij in 1978 de Sabam-prijs toegekend. In 1982 werd hem een aanmoedigingspremie toegekend door het provinciebestuur van Antwerpen voor zijn Regio-Suite. In de vierde compositiewedstrijd in 1983, uitgeschreven door het Kempisch Jeugd Fanfare-Orkest, behaalde zijn Tara-ouverture de derde prijs.
Enige jaren na het overlijden van zijn vrouw (Maria Verheyden) werd hij geplaatst in het WZC "De Vlietoever" te Wintam (deelgemeente van Hingene). Marcel De boeck overleed in 2019 op 97-jarige leeftijd.

## Composities

### Werken voor harmonieorkest
- 1960 Crassus en Spartacus, ouverture voor harmonie- of fanfareorkest
- 1961 Symfonietta, voor harmonie- of fanfareorkest
- 1963 Fandango, suite voor harmonie- of fanfareorkest
- 1964 Mallorca, fantasie voor harmonie- of fanfareorkest
- 1964 Sint Sebastiaan, mars voor harmonie- of fanfareorkest
- 1964 Vagantes, suite voor harmonie- of fanfareorkest
- 1966 Achter de dijken, symfonisch gedicht voor harmonie- of fanfareorkest
- 1967 Fancy Fair, suite voor harmonie- of fanfareorkest
- 1969 Ballet-Suite, suite voor harmonieorkest
- 1970 Tower of London, ouverture voor harmonie- of fanfareorkest
- 1971 Introduction en Scherzo, fantasie voor harmonie- of fanfareorkest
- 1974 Folkloristische Parafrase
- 1976 Rapsodische Variaties, rapsodie
- 1980 Ter Dilft, symfonisch gedicht voor harmonie- of fanfareorkest
- 1982 Regio Suite, suite voor harmonie- of fanfareorkest
  1. Mariekerke
  2. Weert
  3. Bornem Hingene
- 1983 Tara, ouverture voor harmonie- of fanfareorkest
- 1988 Prélude tot Eleonores Oeuvre, prelude voor harmonie- of fanfareorkest
- Argus, symfonisch gedicht
  1. Inleiding
  2. Andante Cantabile
  3. Allegro Furioso
- Avanhe
- De Swinging Fisherman
- De Notelaer
- Drie Inventies
- Night Club, symfonische schets
- Suite de ballet

### Vocale muziek
- Onze Vader, voor sopraan, bariton, viool en piano

### Kamermuziek
- Amor e Tristia, voor viool en piano
- Aria & Capriccioso, voor viool en piano
- Badinage, voor dwarsfluit-, klarinet of saxofoonkwartet
- Cartoon, voor saxofoonkwartet
- Fiesta Flamenco, voor viool en piano
- Gomera, voor saxofoonkwartet
- Ibiza, voor saxofoonkwintet
- Kartel, voor dwarsfluit-, klarinet of saxofoonkwartet
- La Cucaracha, voor saxofoonkwartet
- Meditation and Conclusion, voor viool en piano
- Prechiera, voor saxofoonkwartet
- Sonata - Piccola, voor fluitkwartet